# Peter Arrell Brown Widener
Peter Arrell Brown Widener (Filadelfia, 13 novembre 1834 – Elkins Park, 6 novembre 1915) è stato un imprenditore, filantropo e collezionista d'arte statunitense, capo della prestigiosa famiglia Widener, una delle più ricche degli Stati Uniti, e cofondatore dell'industria tranviaria Philadelphia Traction Company.

## Biografia
Peter Widener nacque nel 1834 da Johannes Widener e Sarah Fulmer. Durante la guerra di secessione americana forniva la carne all'esercito dell'unione statunitense. Nel 1873 divenne tesoriere della città di Filadelfia, mentre nel 1883 co-fondò la Philadelphia Traction Company, industria tranviaria statunitense idonea alla circolazione di tram sia per il trasporto di persone che di merci. Utilizzando la grande fortuna accumulata con la fondazione di quest'industria, investì in numerose altre industrie e in sistemi di trasporto pubblico assieme al socio in affari e futuro consuocero William Lukens Elkins, come la U.S. Steel, la Standard Oil e la American Tobacco Company. Finanziò, inoltre, la costruzione dello yacht Josephine, acquistato dalla US Navy nel 1898 e ribattezzato USS Vixen (PY-4). È considerato il 27° uomo più ricco degli Stati Uniti.
Peter sposò Hannah Josephine Dunton (1836-1896), da cui ebbe tre figli: Harry, George e Joseph Early. Peter, un avido collezionista d'arte, comprò almeno una dozzina di quadri di Rembrandt e altri di Édouard Manet e Pierre-Auguste Renoir, per abbellire la sua nuova residenza, la Lynnewood Hall, una villa in stile georgiano con 110 camere presso Elkins Park, area non incorporata della Pennsylvania, progettata dal famoso architetto Horace Trumbauer.
Nel 1912 il figlio George e il nipote Harry persero la vita nel naufragio del RMS Titanic. Peter morì nella sua villa a Elkins Park il 6 novembre 1915 all'età di 80 anni. Fu sepolto nel Laurel Hill Cemetery di Filadelfia.